# William B. Munro

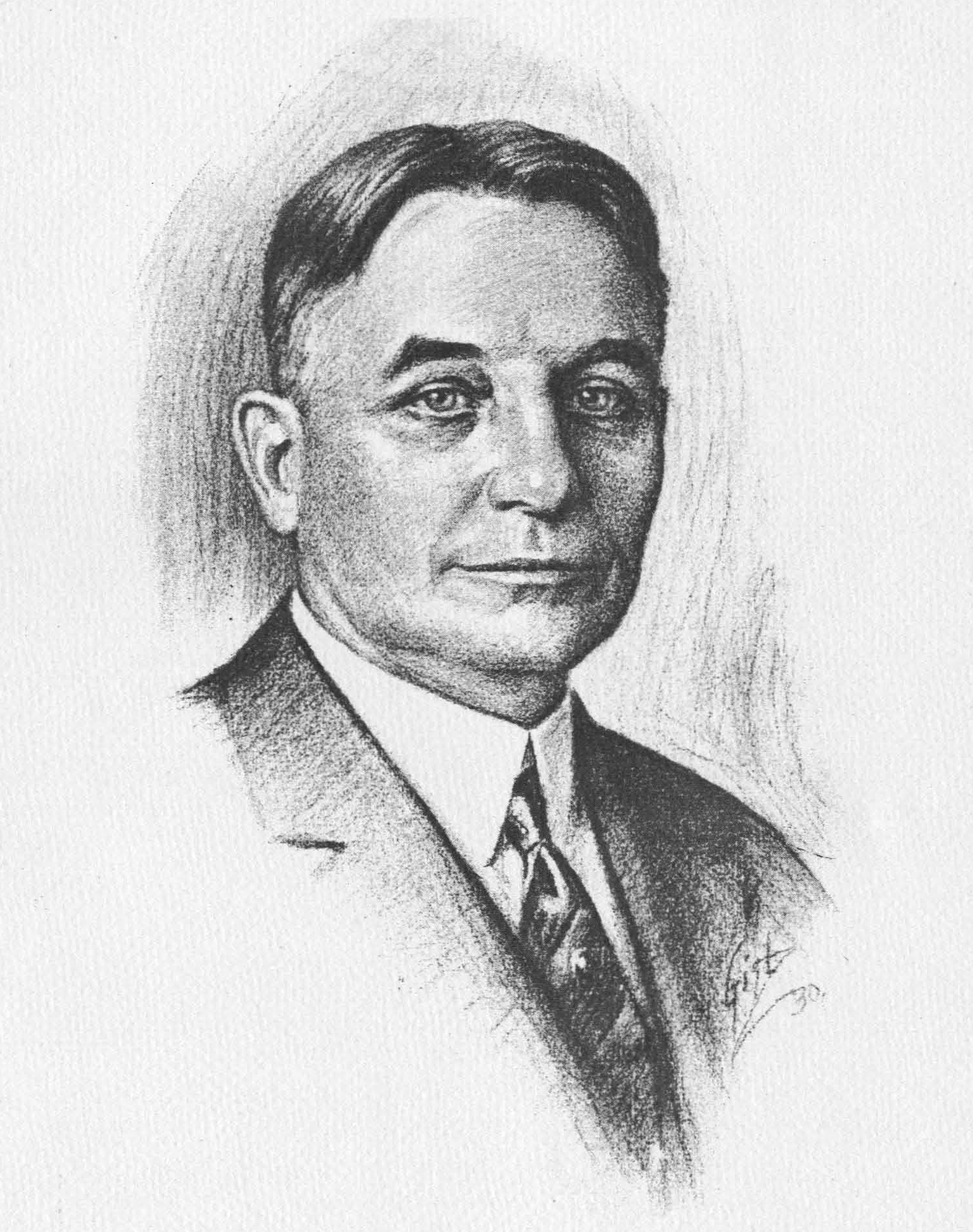
William Bennett Munro (Zeichnung von 1931)

William Bennett Munro (* 1875 in Almonte, Ontario; † 1957 in Pasadena, Kalifornien) war ein kanadischer Politikwissenschaftler und Historiker, der als Professor an US-amerikanischen Universitäten lehrte. Er amtierte 1926/27 als Präsident der American Political Science Association (APSA).
Munro studierte an der kanadischen  Queen’s University, der schottischen University of Edinburgh, der Harvard University und an der Universität von Berlin. Von 1901 bis 1904 unterrichtete er Geschichte am Williams College, danach war er bis 1929 Professor für Politikwissenschaft an der Harvard University, dann ging er als Professor für Geschichte und Politikwissenschaft an das California Institute of Technology. 1945 zog er sich aus der Lehre zurück.
Munro war Mitglied der Human Betterment Foundation. 1913 wurde Munro in die American Academy of Arts and Sciences gewählt.

## Schriften (Auswahl)
- The makers of the unwritten constitution. The Macmillan Company, New York 1930.
- The Constitution of the United States. The Macmillan Company, New York 1930
- The government of the United States, national, state, and local. The Macmillan Company, New York 1925.
- The governments of Europe. The Macmillan Company, New York 1925.